# 라코마역
라코마역(스페인어: Lacoma)은 마드리드 지하철 7호선의 역이다. 마드리드 푸엥카랄엘파르도 구 페냐그란데 지역의 리스코스 데 폴란코 거리 지하에 위치해 있다. 미라시에라 지역도 역세권에 들어간다.요금구역상으로는 A구역에 속한다.

## 역사
1999년 3월 29일 7호선의 발데사르사-피티스 구간 연장과 함께 문을 열었다.

## 환승 정보
역 주변에 시내버스 정류장이 세 곳 있다.
버스
- 시내버스
  - 49번 노선 (주간)
  - N27번 노선 (야간)

지하철
| 마드리드 지하철                                    | 마드리드 지하철       | 마드리드 지하철 |
| -------------------------------------------------- | --------------------- | --------------- |
| 아베니다 데 라 일루스트라시온 오스피탈 델 에나레스 | 마드리드 지하철 7호선 | 피티스          |